# Francisco Rodríguez García
Francisco Rodríguez García (Barcelona, 8 de marzo de 1934 - 17 de mayo de 2022), conocido como Rodri, fue un jugador de fútbol español que jugó para el FC Barcelona así como la selección nacional española, siendo incluido en el combinado que disputó la Copa Mundial de Fútbol de 1962.

## Carrera deportiva
Disputó 236 partidos en el F.C. Barcelona y disputó cuatro partidos con la selección española.
En el equipo blaugrana, jugó bajo las órdenes de Helenio Herrera (1958-1960), y llegó a convertirse en una de las piezas básicas de la defensa barcelonesa, junto a Ferran Olivella y Sígfrid Gracia. Posteriormente, el nuevo entrenador, Jesús Garay Vecino le relegó momentáneamente a la suplencia, hasta que en la temporada 1961-62 recuperó la titularidad. Diversas lesiones sufridas desde 1963 le obligaron a colgar las botas en 1966, a los 32 años de edad.

## Trayectoria
- Club Deportivo Espanya Industrial
- 1956-1958: Club Deportivo Condal
- 1958-1963: FC Barcelona
- 1964: Gimnastic de Tarragona
- 1965-1966: FC Barcelona

## Palmarés
| Título         | Equipo         | País   | Año  |
| -------------- | -------------- | ------ | ---- |
| Liga española  | F.C. Barcelona | España | 1959 |
| Copa española  | F.C. Barcelona | España | 1959 |
| Liga española  | F.C. Barcelona | España | 1960 |
| Copa de Ferias | F.C. Barcelona | España | 1960 |
| Copa española  | F.C. Barcelona | España | 1963 |